# Bagaż

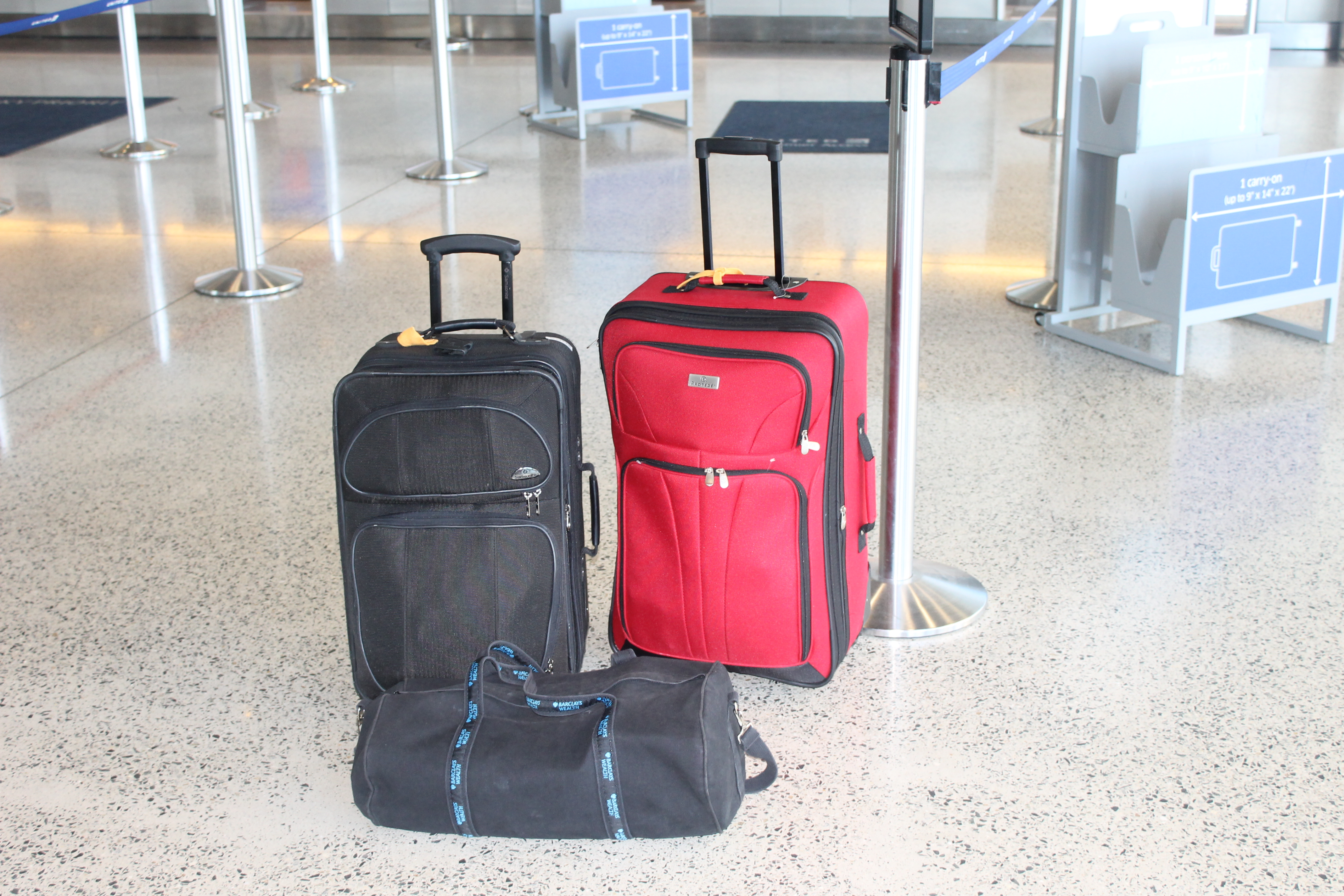
Bagaż na lotnisku

Bagaż (franc. bague "pakunek", z łac. bacca, baga, niem. Pack, Gepäckk) – rzeczy osobiste spakowane do walizek, kufrów, plecaków itp., przeznaczone do przewożenia środkami transportu.